# District administratif de Troïtsk
Le district administratif de Troïtsk (en russe : Троицкий административный округ) est l'un des 12 districts de Moscou. Il doit son nom à la ville de Troïtsk.

## Histoire
Il fut créé le 1er juillet 2012, à partir de portion des raïons de l'oblast de Moscou que sont celui de Naro-Fominsk et celui de Podolsk, qui permit à la capitale russe de ne plus être enclavée dans ce dernier et de communiquer avec l'oblast de Kalouga.
Lors de sa création, le district avait une population de 86 752 habitants. Il avait une population de 174 403 habitants en 2021.

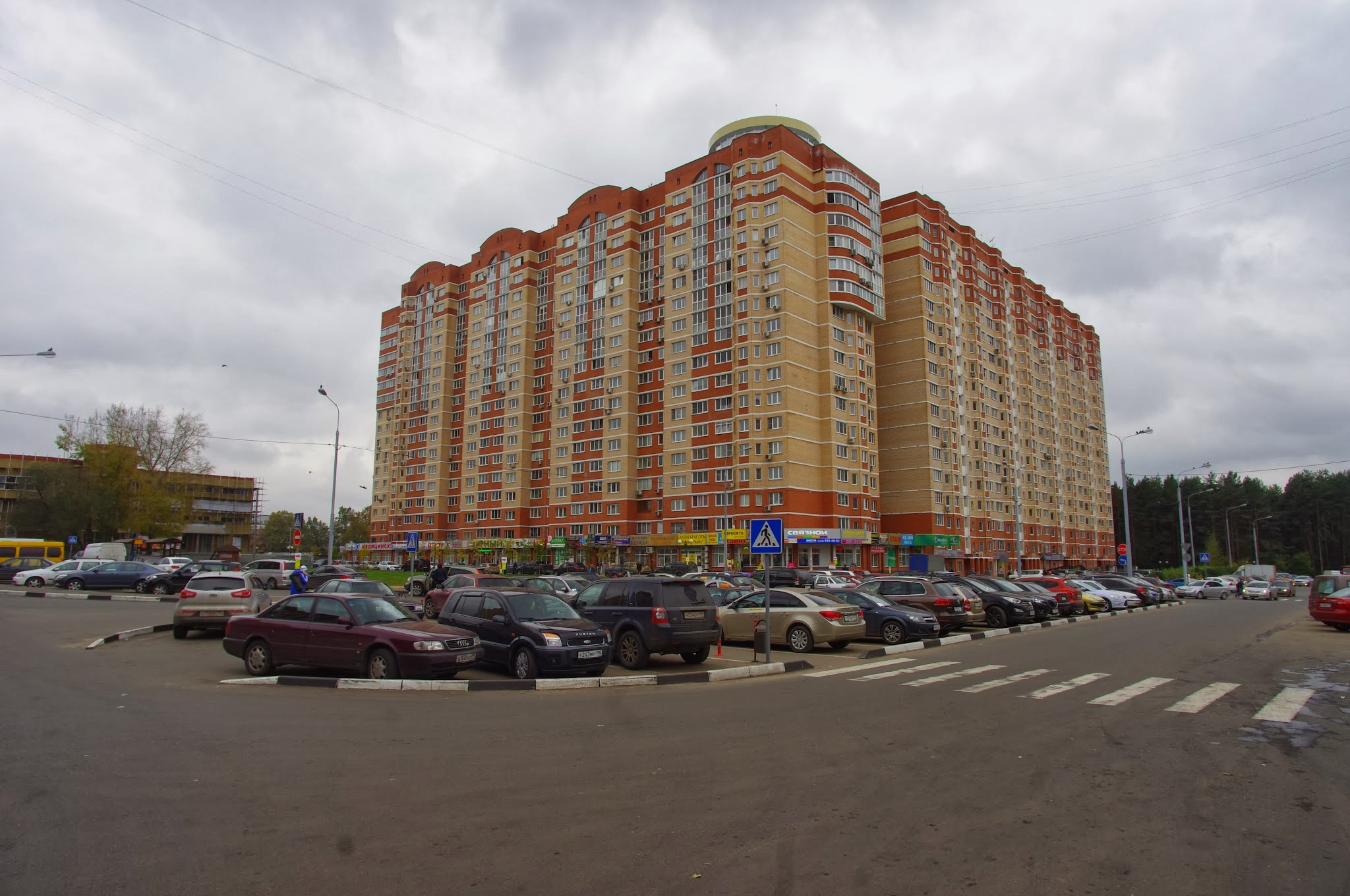
Immeuble à Troïtsk.

## Divisions administratives
Il est composé des dix districts municipaux suivants :
- Novofiodorovskoïe (Новофёдоровское)
- Pervomaïskoïe (Первомайское)
- Kievski (Киевский)
- Chtchapovskoïe (Щаповское)
- Krasnopakhorskoïe (Краснопахорское)
- Klionovskoïe (Клёновское)
- Mikhaïlovo-Iartsevskoïe (Михайлово-Ярцевское)
- Voronovskoïe (Вороновское)
- Rogovskoïe (Роговское)
- Troïtsk (Троицк)

## Lieux du patrimoine
- Ermitage de la Trinité-de-l'Hodigitria
- Manoir et parc de Staroïe-Nikolskoïé

## Galerie

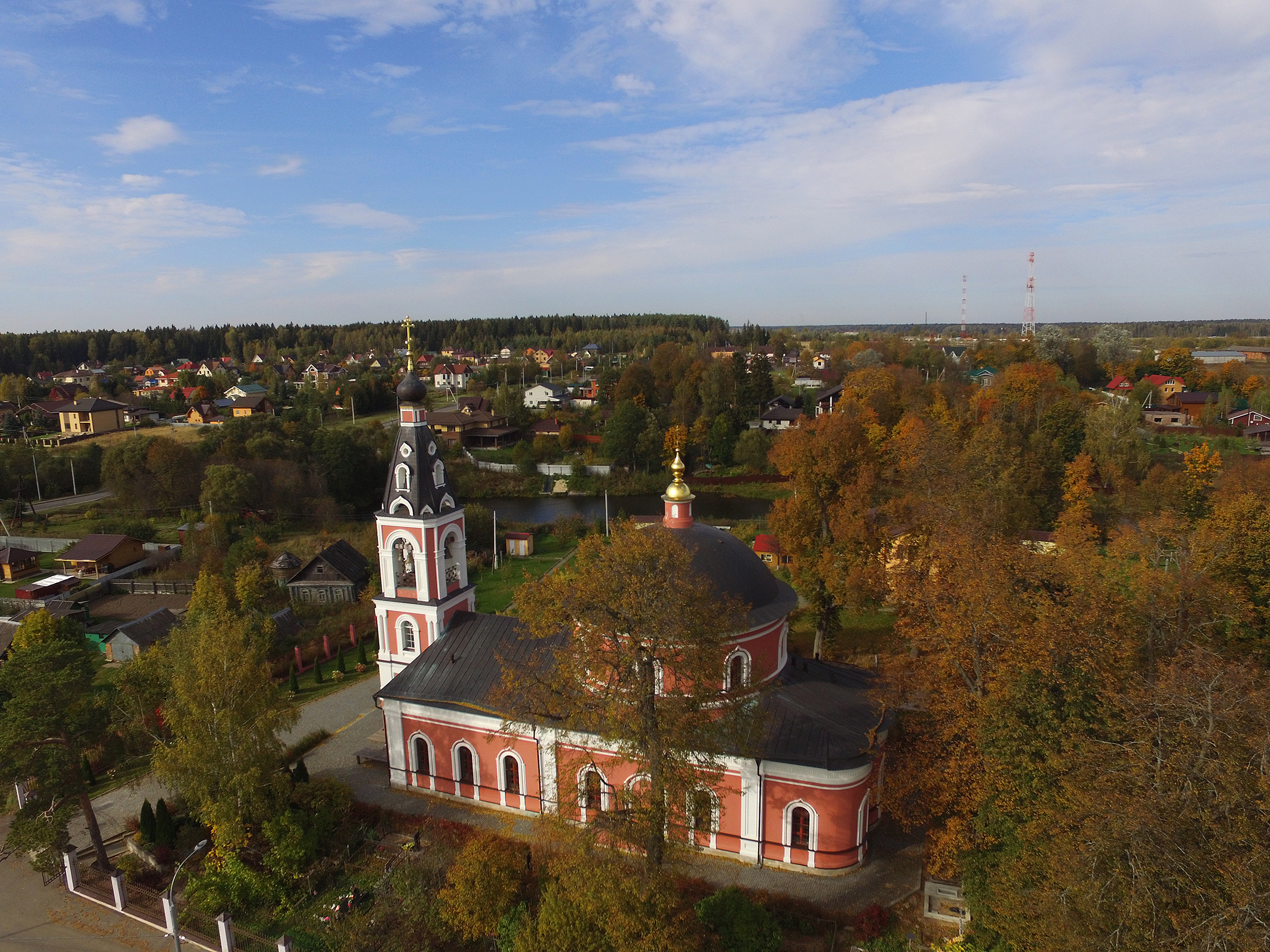
Église Saint-Michel-Archange de Belooussovo.
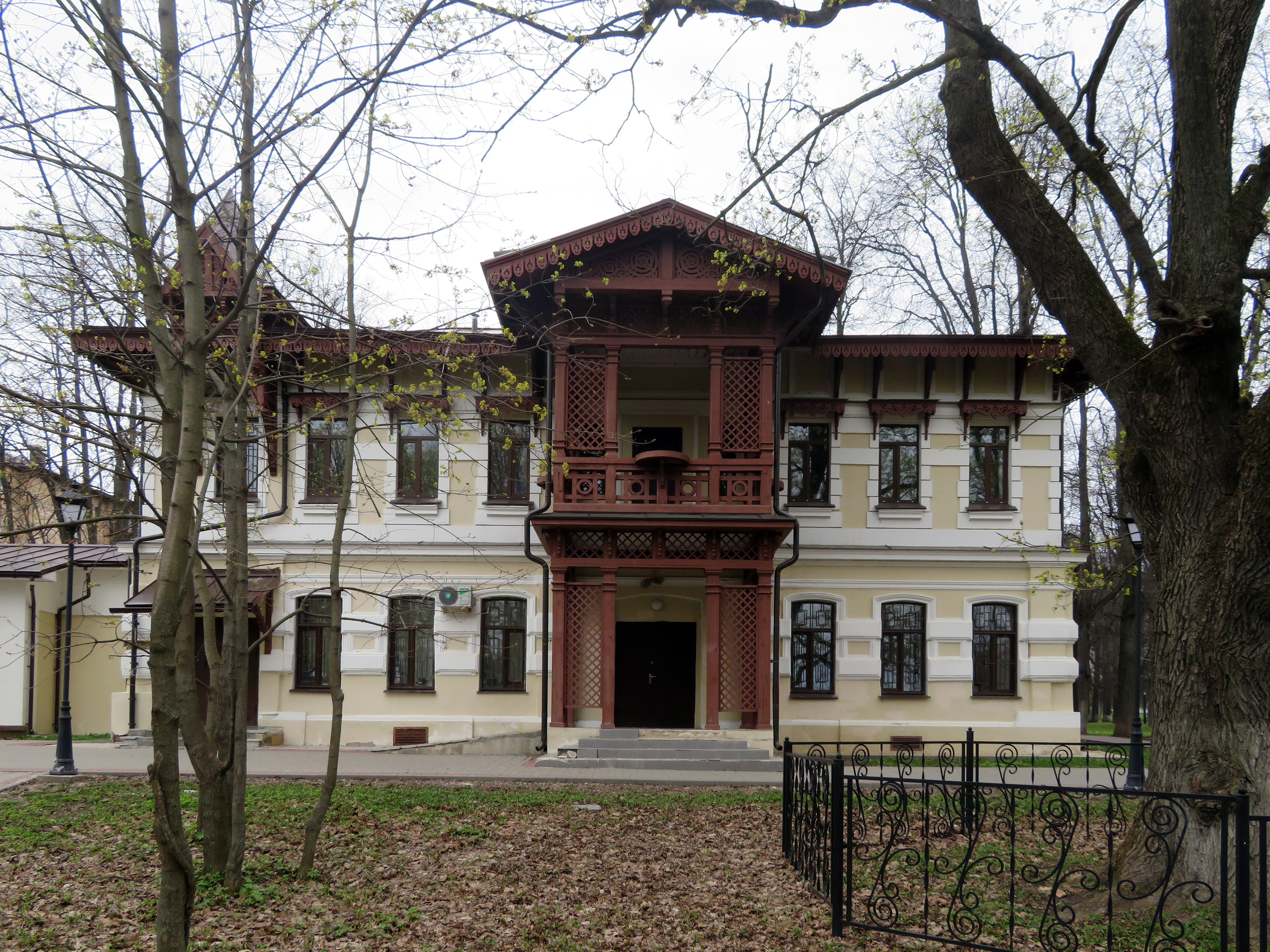
Manoir de Chtchapovo.
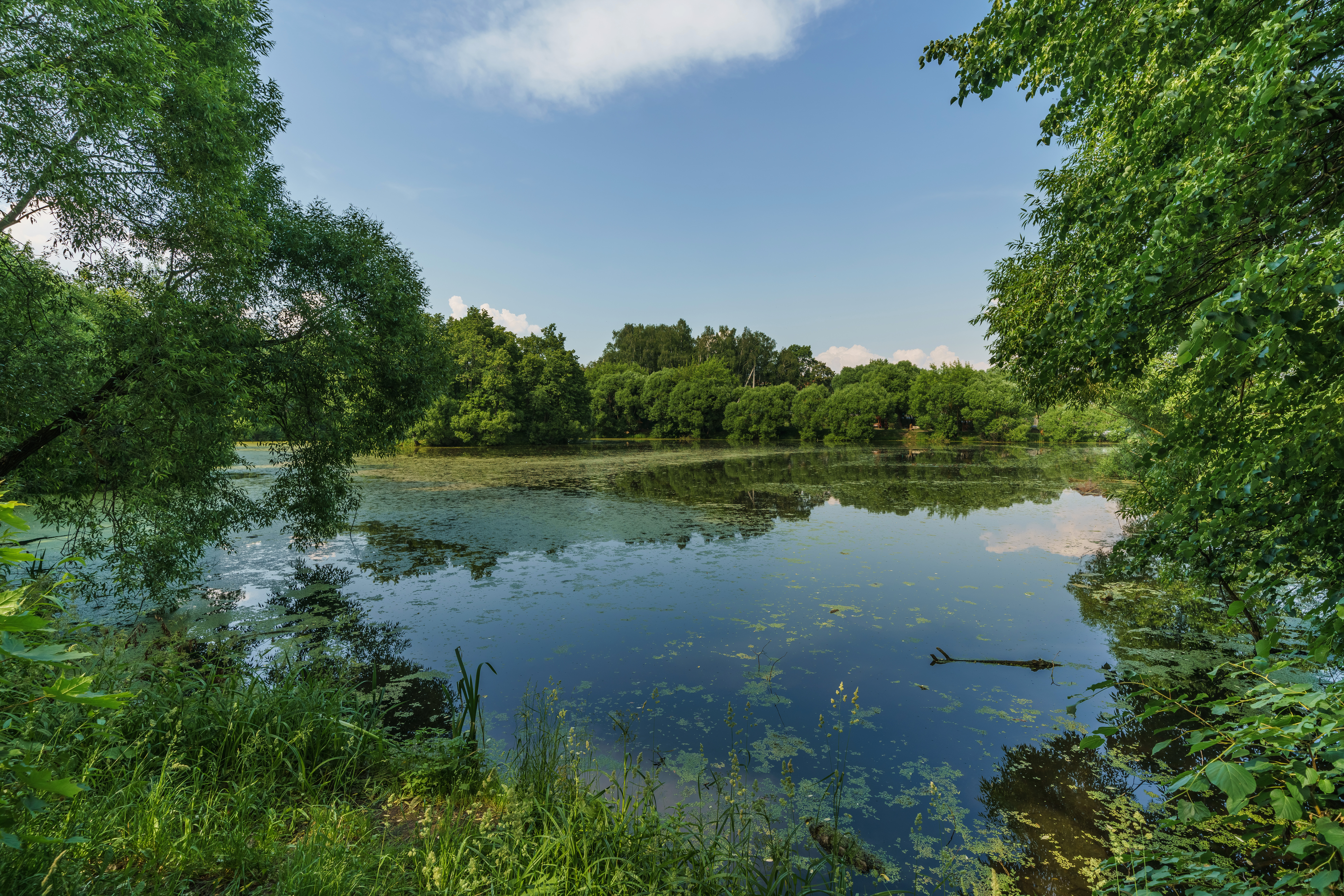
Étang dans l'ancien domaine d'Alexandrovo-Chtchapovo.
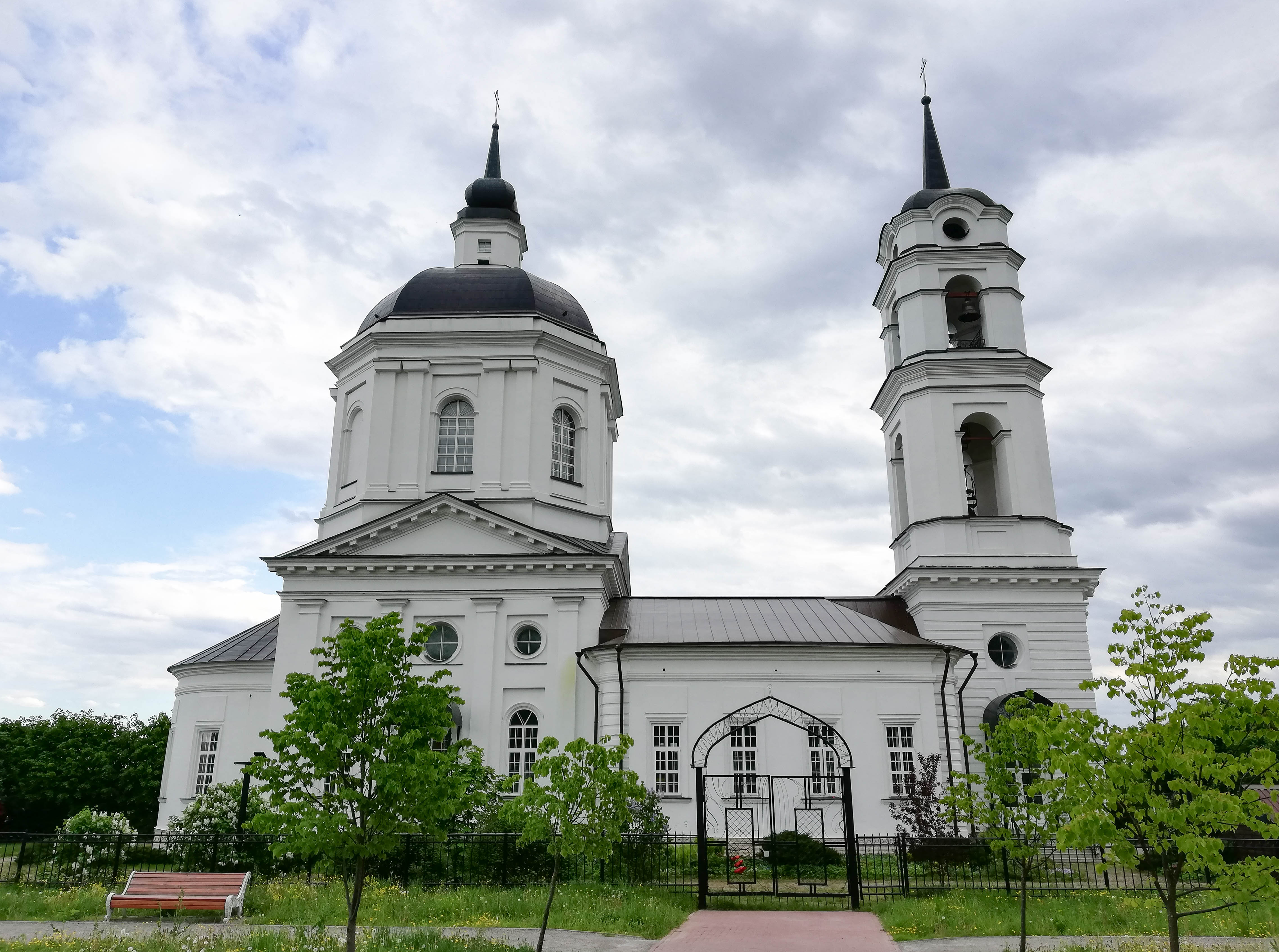
Église de Klionovo.